# Collix patricia
Collix patricia là một loài bướm đêm trong họ Geometridae.